# Yanshi Jingyingsuo (bondby i Kina, Heilongjiang Sheng, lat 47,24, long 129,35)
Yanshi Jingyingsuo (kinesiska: 岩石经营所) är en bondby i Kina. Den ligger i provinsen Heilongjiang, i den nordöstra delen av landet, omkring 270 kilometer nordost om provinshuvudstaden Harbin. Antalet invånare är 628. Befolkningen består av 313 kvinnor och 315 män. Barn under 15 år utgör 5,0 %, vuxna 15-64 år 78 %, och äldre över 65 år 15,0 %.
Runt Yanshi Jingyingsuo är det ganska glesbefolkat, med 40 invånare per kvadratkilometer. Närmaste större samhälle är Lianhe, 12,6 km söder om Yanshi Jingyingsuo. I omgivningarna runt Yanshi Jingyingsuo växer i huvudsak blandskog.
Genomsnittlig årsnederbörd är 1 025 millimeter. Den regnigaste månaden är juli, med i genomsnitt 226 mm nederbörd, och den torraste är januari, med 10 mm nederbörd.